# Leonid Artamonov
Leonid Konstantinovich Artamonov (en ruso: Леони́д Константи́нович Артамо́нов; Uyezd de Ananyevsky, Gobernación de Jersón; 25 de febrero de 1859 - Leningrado, Unión Soviética; 1 de enero de 1932) fue un ingeniero militar ruso, consejero y general, geógrafo y viajero, explorador de África, veterano de la Primera Guerra Mundial y de la guerra ruso-japonesa.

## Biografía
Leonid Artamonov nació en el Uyezd de Ananyevsky, Gobernación de Jersón. Estudió en la Escuela de Cadetes Michailovsky. Después de su graduación en la Universidad Técnica de Ingeniería Militar en 1883, también se graduó en la Academia de Estado Mayor General.
En 1897, fue miembro de la misión diplomática rusa en Etiopía, donde se convirtió en consejero militar del Negus Menelik II. En 1897-1898, se convirtió en ayudante militar de Menelik durante sus esfuerzos por modernizar el Ejército etíope, lo que incluía contratar expertos europeos que proporcionaran entrenamiento al Ejército etíope. Artamonov perteneció a un contingente de oficiales rusos voluntarios adjuntos a las fuerzas del Ras Tessema, y se unió a la expedición del Ejército etíope en el Nilo Blanco y proporcionó asistencia durante su conflicto con las fuerzas sudanesas. Finalmente fue licenciado y retornó a Rusia, donde se alistó en el Ejército ruso en torno al estallido de la Primera Guerra Mundial.
Fue visto como uno de los mejores expertos militares rusos de Rusia, un competente analista con experiencia de combate y una fuerte educación militar e ingenieril. Pero su actuación en la batalla de Tannenberg contra las fuerzas alemanas no estuvo a la altura de esta reputación.
Tras su retorno a Rusia, se convirtió en miembro de la Sociedad Geográfica Rusa. Escribió un libro sobre sus experiencias en Etiopía: A través de Etiopía hasta el Nilo Blanco. Describió en detalle el experimento democrático de Menelik II en el diálogo público tradicionalmente patriarcal de la monarquía etíope con su propio pueblo, similar a los posteriores discursos del presidente de EE. UU. Franklin Delano Roosevelt.
En 1899, por sus hazañas y coraje fue condecorado con la Orden de la Estrella de Etiopía. Fue el líder del grupo de analistas militares y editor de sus análisis colectivos en la guerra anglo-bóer.Fue comandante de las fortalezas de Vladivostok (1906) y Kronstadt (1907).
Entre 1911 y 1914, fue comandante del Primer Cuerpo de Ejército ruso. En la batalla de Tannenberg (1914), su cuerpo debía proteger el ala izquierda del 2.º Ejército ruso. Retiró sus fuerzas sin informar a su comandante Samsonov, lo que contribuyó a la derrota rusa. Por este error, fue relevado del mando el 28 de agosto. 
Después de 1917, continuó su actividad científica, ingenieril y militar para el gobierno soviético. En 1927, fue el experto del gobierno de la ciudad de Moscú. El estado le dio una pensión honorable. Prefirió vivir en San Petersburgo, donde murió en 1932.

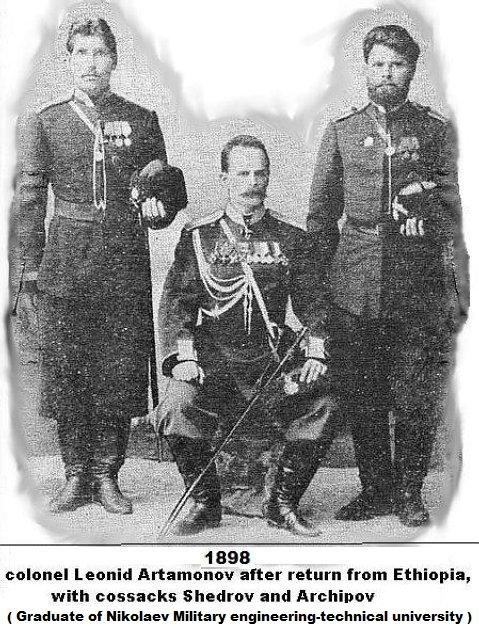
Leonid Artamonov tras su retorno de África

## Obras
- Kantselson I. S. Prefacio// Artamonov L. K. A través de Etiopía hasta el Nilo Blanco. Moscú. 1979.

## Condecoraciones
- Orden de la Estrella Etíope
- Orden de San Vladimir
- Órdenes de Santa Ana, todos los grados
- Orden de San Alejandro Neva
- Orden del Águila Blanca
- Orden de San Estanislao
- Espada Dorada por Valentía